# Charles Quigley
Charles Nelson Quigley (* 12. Februar 1906 in New Britain, Connecticut; † 5. August 1964 in Los Angeles) war ein US-amerikanischer Theater- und Filmschauspieler.

## Leben
Quigley kam 1906 als Sohn der schwedischstämmigen Anna C. (1880–1947) und des irischstämmigen Verkaufsleiters Charles P. Quigley (1883–1941) in New Britain, Connecticut, zur Welt. Sein Onkel George A. Quigley war der Bürgermeister der Stadt. Zunächst widmete sich Quigley dem Sport, trat jedoch auch in einer Reihe von Theaterstücken an seiner Highschool auf. Nach seinem Abschluss an der New Britain Highschool im Jahr 1924 ging er nach New York, wo er sich an der Feagin School of Dramatic Arts einschrieb, um Schauspieler zu werden. Von 1927 bis 1934 trat er wiederholt am Broadway auf. Nach ersten Auftritten in kleineren Theaterproduktionen gehörte er für eine Spielzeit einer Theatertruppe in Portland, Maine, an. Danach ging er mit Rachel Crothers’ Theaterstück Expressing Willie auf Tournee. Es folgte ein Jahr an der Seite des bedeutenden Broadwaystars Walter Hampden, mit dem er etwa 1928 als Christian De Neuvillette in Edmond Rostands Cyrano de Bergerac gemeinsam auf der Bühne stand. Anschließend war  er auch als Leading Man von Ethel Barrymore am Broadway zu sehen.
Ab 1931 trat Quigley auch in US-amerikanischen Filmen auf. In New York traf er auf einen Produzenten der neu gegründeten 20th Century Fox, der ihn nach Hollywood einlud, wo man ihn zunächst in Charlie Chans Geheimnis (1936) neben Warner Oland und in King of Burlesque (1936) neben Warner Baxter besetzte. Aufgrund seines guten Aussehens erhielt er 1937 einen Vertrag bei Columbia Pictures, wo er fortan als Leading Man in einer Reihe von B-Filmen zum Einsatz kam. Dabei war er unter anderem in sechs Kriminalfilmen – Criminals of the Air (1937), Girls Can Play (1937), The Game That Kills (1937), The Shadow (1937), Special Inspector (1938) und Convicted (1938) – neben der noch unbekannten Rita Hayworth zu sehen. Doch im Gegensatz zu Quigley kam Hayworth, die ebenfalls bei Columbia unter Vertrag stand, beim Publikum gut an und avancierte allmählich zum Star.
Im Jahr 1938 wurde Quigleys Vertrag bei Columbia aufgelöst und er schlug sich daraufhin als freiberuflicher Schauspieler in kleinen Filmen verschiedener Produktionsfirmen durch. Bei größeren Produktionen, wie Fräulein Kitty (1940) mit Ginger Rogers oder Die Frau mit der Narbe (1941) mit Joan Crawford, war er lediglich in unbedeutenden Nebenrollen zu sehen. Eine Hauptrolle hatte er noch einmal 1946 als Kriminologe Professor Duncan Richards in dem zwölf Kapitel umspannenden Krimi-Serial Der Mann mit der Totenmaske, das von Republic Pictures produziert wurde. Von Kapitel sechs bis Kapitel 15 war er 1948 auch in dem Republic-Pictures-Serial Im Netz der Schwarzen Spinne mit Kirk Alyn als Superman zu sehen. 1959 zog sich Quigley aus dem Filmgeschäft zurück, um sich einem an der Westküste ansässigen Softdrink-Unternehmen anzuschließen.
Charles Quigley war ab 1928 mit der aus Alabama stammenden Harriet Blue verheiratet, die ebenfalls die Feagin School of Dramatic Arts besucht hatte. Aus der Ehe gingen ein Sohn und eine Tochter hervor. Quigley starb 1964 im Alter von 58 Jahren in Los Angeles an Leberzirrhose. Sein Grab befindet sich auf dem Oak Hill Cemetery in Union Springs, Alabama.

## Filmografie (Auswahl)
- 1932: The Saddle Buster
- 1936: King of Burlesque
- 1936: Charlie Chans Geheimnis (Charlie Chan’s Secret)
- 1936: Gefahr! (And Sudden Death)
- 1936: Lady from Nowhere
- 1937: Criminals of the Air
- 1937: Girls Can Play
- 1937: The Game That Kills
- 1937: The Shadow
- 1938: Special Inspector
- 1938: Convicted
- 1939: Der gelbe Kreis (Daredevils of the Red Circle)
- 1940: Fräulein Kitty (Kitty Foyle)
- 1941: Die Frau mit der Narbe (A Woman’s Face)
- 1941: The Iron Claw
- 1944: National Barn Dance
- 1945: Duffy’s Tavern
- 1946: Larceny in Her Heart
- 1946: Der Mann mit der Totenmaske (The Crimson Ghost)
- 1947: Danger Street
- 1948: Brautzeit und Ehe (Bob and Sally)
- 1948: Im Netz der Schwarzen Spinne (Superman)
- 1950: Unmasked
- 1958: Maverick (TV-Serie, eine Folge)